# Jann-Fiete Arp
 (août 2025).
Jann-Fiete Arp, né le 6 janvier 2000 à Bad Segeberg, est un footballeur allemand qui évolue au poste d'attaquant au Holstein Kiel.

## Biographie

### En club
Jann-Fiete Arp commence le football à l'age de quatre ans au SV Wahlstedt, en 2010 il intègre le centre de formation du Hambourg SV, lors de la saison 2016-2017 il est le meilleur buteur en juniors du Nord de l'Allemagne. Il côtoie les joueurs professionnels lors de la préparation hivernale à Dubaï et reçoit en fin de saison la Médaille Fritz Walter.
Lors de la saison 2017-2018, il intègre l'effectif professionnel et prolonge son contrat jusqu'en 2019. À cause de ses études il ne participe qu'à un seul entrainement par semaine avec l'équipe première, mais se fait remarquer en U-23 en marquant sept buts en trois matchs. Markus Gisdol, l'entraîneur du HSV, le nomme dans l'effectif pro pour le derby du Nord contre le Werder Brême où il rentre en fin de match à l'age de 17 ans. Il participe ensuite à la Coupe du monde des moins de 17 ans en Indes avec l'équipe d'Allemagne U-17. À son retour avec l'accord de son école il peut participer plus aux entraînements et intègre l'effectif professionnel.
Le 28 octobre 2017, il inscrit son premier but en Bundesliga lors de son deuxième match, vingt minutes après son entrée sur le terrain. À 17 ans et 295 jours il devient le septième plus jeune buteur en Bundesliga, et le plus jeune du HSV. Le match suivant il est titulaire contre VfB Stuttgart et marque le dernier but de la victoire 3-1. Avec les changements d'entraineurs et la préparation de son baccalauréat, il ne réussit pas enchaîner les performances. En fin de saison le Hambourg SV descend pour la première fois de son histoire en deuxième division.
En juillet 2018, Jann-Fiete Arp prolonge son contrat à Hambourg jusqu'en 2020.

#### Bayern Munich
Le 7 février 2019, le Bayern Munich annonce que Jann-Fiete rejoindra le club au plus tard en 2020.
En fin de saison 2018-2019, le club de Hambourg rate la montée en Bundesliga, Jann-Fiete Arp décide de rejoindre le Bayern Munich le 1er juillet 2019 à l'âge de 19 ans.

### En équipe nationale
Avec les moins de 17 ans, il participe au championnat d'Europe des moins de 17 ans en 2017. Lors de cette compétition, il inscrit sept buts et délivre deux passes décisives. Il marque deux triplés lors de la phase de groupe, contre la Bosnie-Herzégovine, et l'Irlande. Il marque ensuite un dernier but face aux Pays-Bas en quart de finale. L'Allemagne s'incline en demi-finale face à l'Espagne. Durant ce championnat, il est capitaine de la sélection lors de deux matchs.
Il dispute quelques mois plus tard la Coupe du monde des moins de 17 ans organisée en Inde. Lors du mondial junior, il marque cinq buts et délivre deux passes décisives. Il inscrit deux buts en phase de poule, contre le Costa Rica et la Guinée. Il marque ensuite un doublé contre la Colombie en huitièmes de finale. Il marque son dernier but en quart face au Brésil, ce qui malgré tout ne suffit pas à qualifier les Allemands. Pendant ce mondial, il est capitaine de la sélection lors de quatre matchs.

## Statistiques
| Saison                | Club                  | Championnat           | Championnat | Championnat | Coupe(s) nationale(s) | Coupe(s) nationale(s) | Total | Total |
| Saison                | Club                  | Division              | M.          | B.          | M.                    | B.                    | M.    | B.    |
| 2017-2018             | Hambourg SV           | Bundesliga            | 18          | 2           | -                     | -                     | 18    | 2     |
| 2018-2019             | Hambourg SV           | 2. Bundesliga         | 15          | 0           | 3                     | 1                     | 18    | 1     |
| Sous-total            | Sous-total            | Sous-total            | 33          | 2           | 3                     | 1                     | 36    | 3     |
| 2019-2020             | Bayern Munich II      | 3. Liga               | 12          | 3           | -                     | -                     | 12    | 3     |
| 2020-2021             | Bayern Munich II      | 3. Liga               | 30          | 5           | -                     | -                     | 30    | 5     |
| Sous-total            | Sous-total            | Sous-total            | 42          | 8           | 0                     | 0                     | 42    | 8     |
| 2020-2021             | Bayern Munich         | Bundesliga            | -           | -           | 1                     | 0                     | 1     | 0     |
| Sous-total            | Sous-total            | Sous-total            | 0           | 0           | 1                     | 0                     | 1     | 0     |
| 2021-2022             | Holstein Kiel (prêt)  | 2. Bundesliga         | 24          | 2           | 2                     | 1                     | 26    | 3     |
| 2022-2023             | Holstein Kiel         | 2. Bundesliga         | 26          | 1           | 1                     | 0                     | 27    | 1     |
| 2023-2024             | Holstein Kiel         | 2. Bundesliga         | 11          | 4           | -                     | -                     | 11    | 4     |
| Sous-total            | Sous-total            | Sous-total            | 60          | 7           | 3                     | 1                     | 63    | 8     |
| Total sur la carrière | Total sur la carrière | Total sur la carrière | 135         | 17          | 7                     | 2                     | 142   | 19    |

## Palmarès
- Médaille Fritz Walter, médaille d'or pour les moins de 17 ans en 2017[9].